# Ходоси
Ходо́си — село в Україні, в Рівненському районі Рівненської області. Населення становить 351 осіб.
Побіля села протікає річка Горинь.
Під час Другої Світової війни 1939-1945 рр. жителі села активно підтримували ОУН та УПА. Після приходу Радянської влади деякі з них були репресовані[джерело?].
Село відоме також конфліктом між прихожанами УПЦ КП та УПЦ МП в 2014 році.
В 90-х роках XX сторіччя жителі села почали будувати церкву за власні кошти та власними силами. Церкву будували з наміром зареєструвати в єпархії УПЦ КП. Коли церкву було збудовано, декілька жителів села без проведення установчих зборів потайки зареєстрували її в єпархії Московського патріархату.
В 2014 році після того, як священник УПЦ МП під час служби закликав молитися за Путіна та російське військо, прихожани села вирішили перейти до УПЦ КП. Перехід відбувся офіційно згідно офіційних установчих зборів, де 95% громади проголосували за перехід до Київської єпархії.
Під час фактичного переходу церкви відбувся конфлікт між жителями села та так званими «тітушками», запрошеними УПЦ МП. «Тітушки» застосували сльозогінний газ до жителів села.
Після численних майнових конфліктів прихильники УПЦ МП запросили журалістів російського Першого каналу задля висвітлення так званих «утисків за релігійні переконання». Жителі села не дозволили російським журналістам відзняти неправдивий сюжет. Російські журналісти, представившись журналістами із-за кордону у 2016 році відзняли відеоматеріал про нову церкву в селі. Матеріал вже в перекрученій формі був показаний на одному з федеральних російських каналів в березні 2017 року в програмі кремлівського пропагандиста Дмитра Кісільова.
Пізніше прихильники УПЦ МП збудували інший храм за кошти значних зовнішніх дотацій.
У селі діють дві релігійні громади: УПЦ МП (реєстровий номер 22582178) та ПЦУ (реєстровий номер 39446254).